# Katherine Westbury
Katherine Westbury (thailändisch แคทเธอรีน เวสบุรี; * 14. März 1993 in Hamilton) ist eine neuseeländische Tennisspielerin. Von 2012 bis 2014 startete sie für Thailand.

## Karriere
Westbury spielt hauptsächlich auf der ITF Women’s World Tennis Tour, auf der sie bislang einen Doppeltitel erringen konnte. Auf der WTA Tour wird sie erstmals bei den ASB Classic 2015 im Hauptfeld antreten, da sie zusammen mit Partnerin Rosie Cheng eine Wildcard für die Doppelkonkurrenz erhielt.
Ihre beste Weltranglistenplatzierung erreichte sie im Einzel am 3. Oktober 2011 mit Rang 576. Sie bestritt von  März 2015 bis Januar 2020 kein Profiturnier.
Im Februar 2018 spielte sie in Madinat Isa gegen Libanon erstmals für die neuseeländische Billie-Jean-King-Cup-Mannschaft. In ihrer Billie-Jean-King-Cup-Bilanz hat sie zwei Siege bei zwei Niederlagen zu Buche stehen.

## Turniersiege

### Doppel
| Nr. | Datum             | Turnier   | Kategorie | Belag     | Partnerin      | Finalgegnerinnen                    | Ergebnis         |
| --- | ----------------- | --------- | --------- | --------- | -------------- | ----------------------------------- | ---------------- |
| 1.  | 26. November 2022 | Traralgon | ITF W25   | Hartplatz | Destanee Aiava | Priska Madelyn Nugroho Ankita Raina | 6:1, 4:6, [10:5] |